# Der Kreis
Der Kreis é um filme de drama suíço de 2014 dirigido e escrito por Stefan Haupt. Foi selecionado como representante da Suíça à edição do Oscar 2015, organizada pela Academia de Artes e Ciências Cinematográficas.

## Elenco
- Matthias Hungerbühler - Ernst Ostertag
- Sven Schelker - Röbi Rapp
- Anatole Taubman - Felix
- Peter Jecklin - Principal Dr. Max Sieber
- Marianne Sägebrecht - Erika
- Antoine Monot, Jr. - Gian
- Marie Leuenberger - Gabi Gerster
- Stefan Witschi - Rolf